# Wailin' at the Vanguard
Wailin' at the Vanguard è un album live di Art Taylor con il suo gruppo musicale, gli "Art Taylor's Wailers", pubblicato dalla Verve Records nel 1992. Il disco fu registrato dal vivo il 29 e 30 agosto del 1992 al "Village Vanguard" di New York.

## Tracce
1. Street Intro – 0:14
2. A.T.'s Shout – 1:21 (Art Taylor)
3. Bridge Theme – 0:19 (Walter Bolden)
4. Band Introductions – 0:49
5. Dear Old Stockholm – 8:12 (Stan Getz)
6. Stressed Out – 8:12 (Walter Bolden)
7. So Sorry, Please – 4:44 (Bud Powell)
8. Bridge Theme – 0:20 (Walter Bolden)
9. Mr. A.T. Revisited – 8:56 (Walter Bolden)
10. Interchat – 0:36
11. Sophisticated Lady – 5:07 (Duke Ellington, Irving Mills, Mitchell Parish)
12. In a Sentimental Mood – 5:34 (Duke Ellington, Manny Kurtz, Irving Mills)
13. Chelsea Bridge – 6:14 (Billy Strayhorn)
14. Harlem Mardi Gras – 10:13 (Walter Bolden)
15. Bridge Theme / Salt Peanuts – 0:39 (Kenny Clarke, Dizzy Gillespie)

## Musicisti
- Art Taylor  - batteria, arrangiamenti
- Willie Williams  - sassofono tenore
- Abraham Burton  - sassofono alto
- Jacky Terrasson  - pianoforte
- Tyler Mitchell  - basso acustico